# Trachycephalus nigromaculatus
Espèce
Synonymes
- Hyla occipitalis Fitzinger, 1826
- Trachycephalus geographicus Duméril & Bibron, 1841

Statut de conservation UICN

 LC  : Préoccupation mineure
Trachycephalus nigromaculatus est une espèce d'amphibiens de la famille des Hylidae.

## Répartition
Cette espèce est endémique du Brésil. Elle se rencontre dans les États de l'Espírito Santo, du Minas Gerais, de Rio de Janeiro, de São Paulo et de Goiás,.

## Publication originale
- Tschudi, 1838 : Classification der Batrachier, mit Berucksichtigung der fossilen Thiere dieser Abtheilung der Reptilien, p. 1-99 (texte intégral).